# Thalys

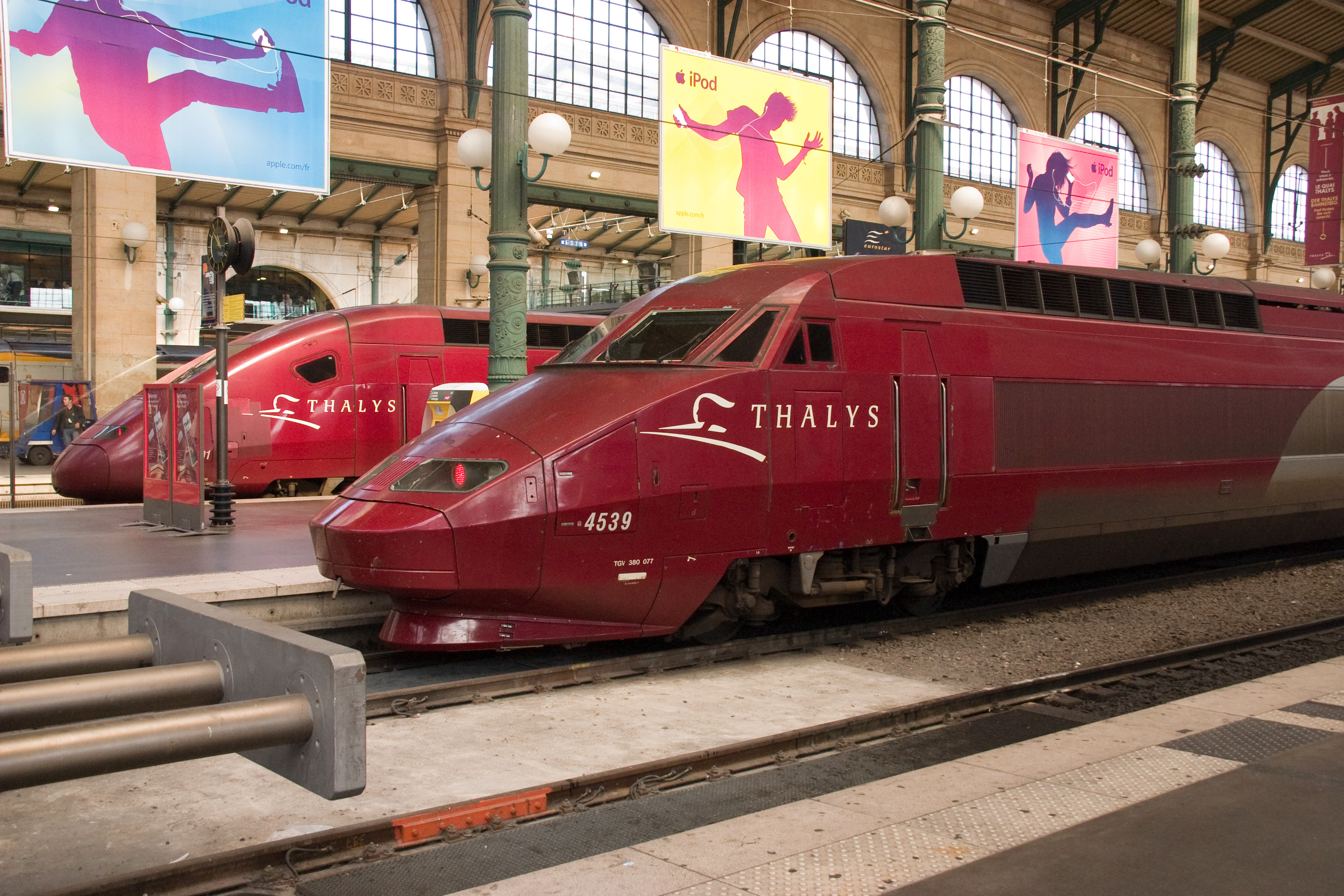
Pociągi Thalys na Gare du Nord w Paryżu – na pierwszym planie TGV Thalys PBA, w tle TGV Thalys PBKA

Thalys – przewoźnik kolejowy, obsługujący przy użyciu pociągów TGV połączenia kolejowe między Holandią, Belgią, Francją i Niemcami. Główną relacją pociągów Thalys jest połączenie Amsterdam – Bruksela – Paryż. Czas podróży między tymi odległymi o około 500 km miastami, wynoszący 3 godziny i 18 minut, wyeliminował praktycznie z tej trasy przewoźników lotniczych. Po otwarciu LGV Interconnexion i dworca Aéroport Charles-de-Gaulle 2 TGV stanowiącego integralną część portu lotniczego Paryż-Roissy-Charles de Gaulle, Thalys stał się również quasi-przewoźnikiem lotniczym – IATA nadała mu identyfikator 2H. Funkcję przewoźnika lotniczego spełnia on również na trasie od portu lotniczego Schiphol w Amsterdamie do Antwerpii i Brukseli. W miesiącach letnich pociągi Thalys dowożą turystów na Lazurowe Wybrzeże do Marsylii, a zimą miłośników sportów zimowych w Alpy do Bourg-Saint-Maurice. Pociągi Thalys regularnie obsługują połączenia Amsterdam – Bruksela 14 razy dziennie, a Amsterdam – Paryż 10 razy dziennie.

## Przedsiębiorstwo

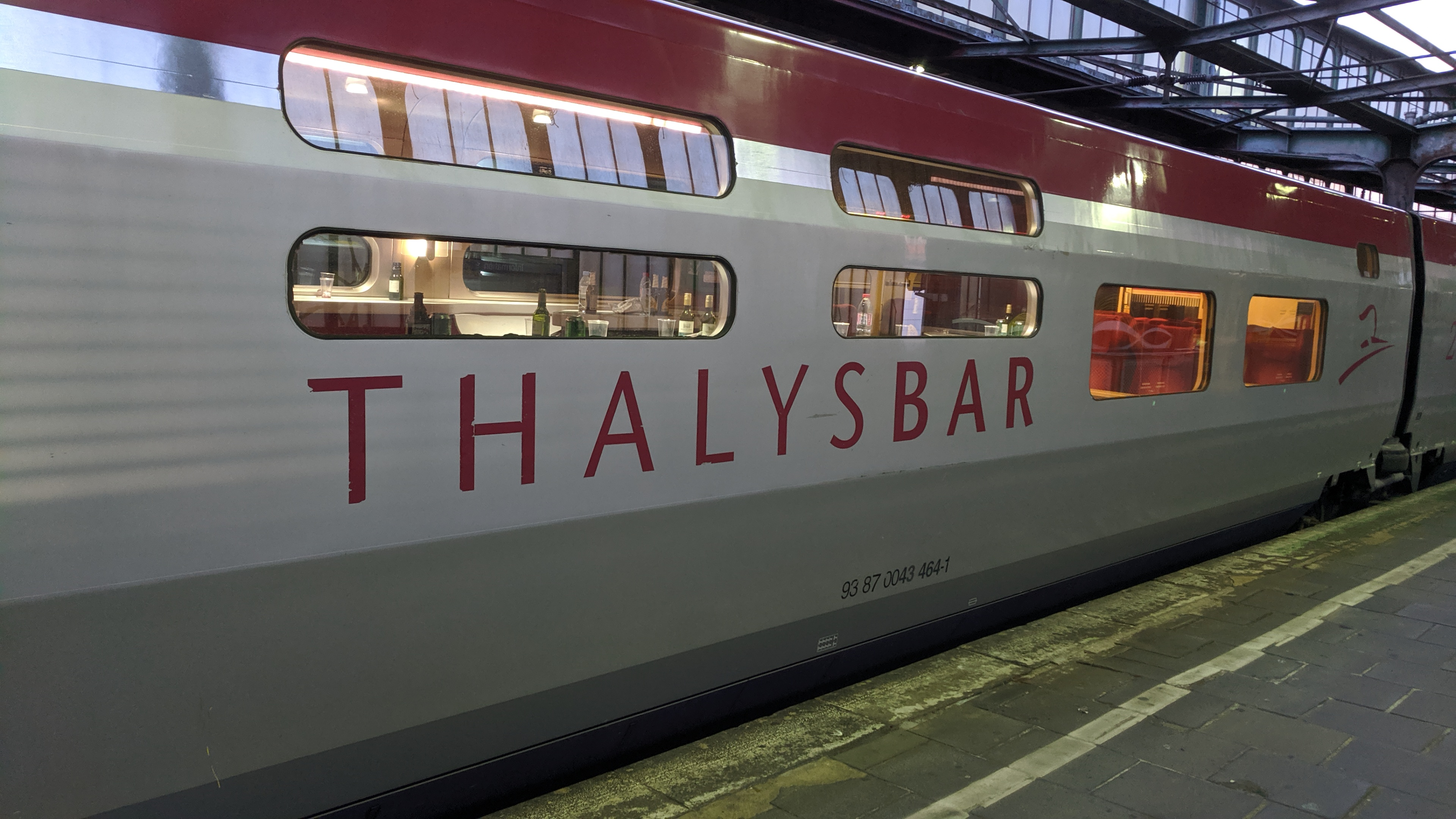
Thalys Bar

Thalys international jest spółką utworzoną przez koleje francuskie SNCF (70% udziałów) oraz belgijskie SNCB/NMBS (30% udziałów). Przewozy są realizowane przy użyciu pociągów TGV należących do tych przewoźników oraz do kolei holenderskich NS i niemieckich DB. Przedsiębiorstwo powstało w maju 1995 z przekształcenia firmy Westrail International, która była wspólnym oddziałem SNCF i SNCB/NMBS, utworzonym w 1995 roku. Nazwa Thalys została wybrana jako słowo, które nie oznacza niczego w żadnym z języków krajów, gdzie działa przewoźnik, oraz łatwe do wymówienia w każdym z nich.

## Pociągi TGV Thalys
Thalys używa dwóch rodzajów pociągów TGV – TGV Thalys PBA i TGV Thalys PBKA, wyróżniających się charakterystycznym czerwonym malowaniem. Zestawienie obydwu typów pociągów jest identyczne – 3 wagony klasy 1 (zwanej Comfort 1), wagon restauracyjny, 5 wagonów klasy 2 (zwanej Comfort 2). Pociągi są przystosowane do poruszania się po sieciach kolejowych Francji, Belgii, Holandii oraz Niemiec (tylko Thalys PBKA) dzięki instalacji urządzeń umożliwiających zasilanie prądem z górnej sieci trakcyjnej oraz urządzeń współpracujących z sygnalizacją kolejową w każdym z tych krajów. W sumie eksploatowanych jest 27 pociągów (10 jednostek Thalys PBA i 17 Thalys PBKA), z czego 16 należy do SNCF (w tym wszystkie 10 składów TGV PBA), 7 do SNCB i po 2 do DB oraz NS.

## Obsługiwane relacje

Relacje pociągów Thalys przebiegają prawie w całości po liniach dużych prędkości z wyjątkiem połączeń z miejscowościami w Alpach oraz odcinków dojazdowych do stacji. Thalys w marcu 2006 roku na odcinku między Brendrechtem a granicą belgijską osiągnął maksymalną prędkość 334,2 km/godz.

### Czasy przejazdów
| Stacja początkowa | Stacja docelowa | Czas przejazdu |
| ----------------- | --------------- | -------------- |
| Amsterdam         | Paryż           | 3:18           |
| Schiphol          | Paryż           | 3:02           |
| Rotterdam         | Paryż           | 2:37           |
| Amsterdam         | Bruksela        | 1:50           |
| Schiphol          | Bruksela        | 1:35           |
| Rotterdam         | Bruksela        | 1:10           |

## Serwis i program dla często podróżujących
Pasażerowie podróżujący pierwszą klasą (Comfort 1) otrzymują bezpłatnie posiłki i napoje na trasach pomiędzy Amsterdamem, Brukselą i Paryżem i Kolonią. W zależności od pory dnia będzie to śniadanie, lunch, kolacja lub przekąska. Thalys prowadzi program dla często podróżujących Thalys TheCard. Głównym przywilejem jest możliwość korzystania z saloników na dworcach w Amsterdamie, Brukseli, Paryżu i Kolonii oraz możliwość darmowej zmiany pociągu na wcześniejszy lub późniejszy.

## Galeria

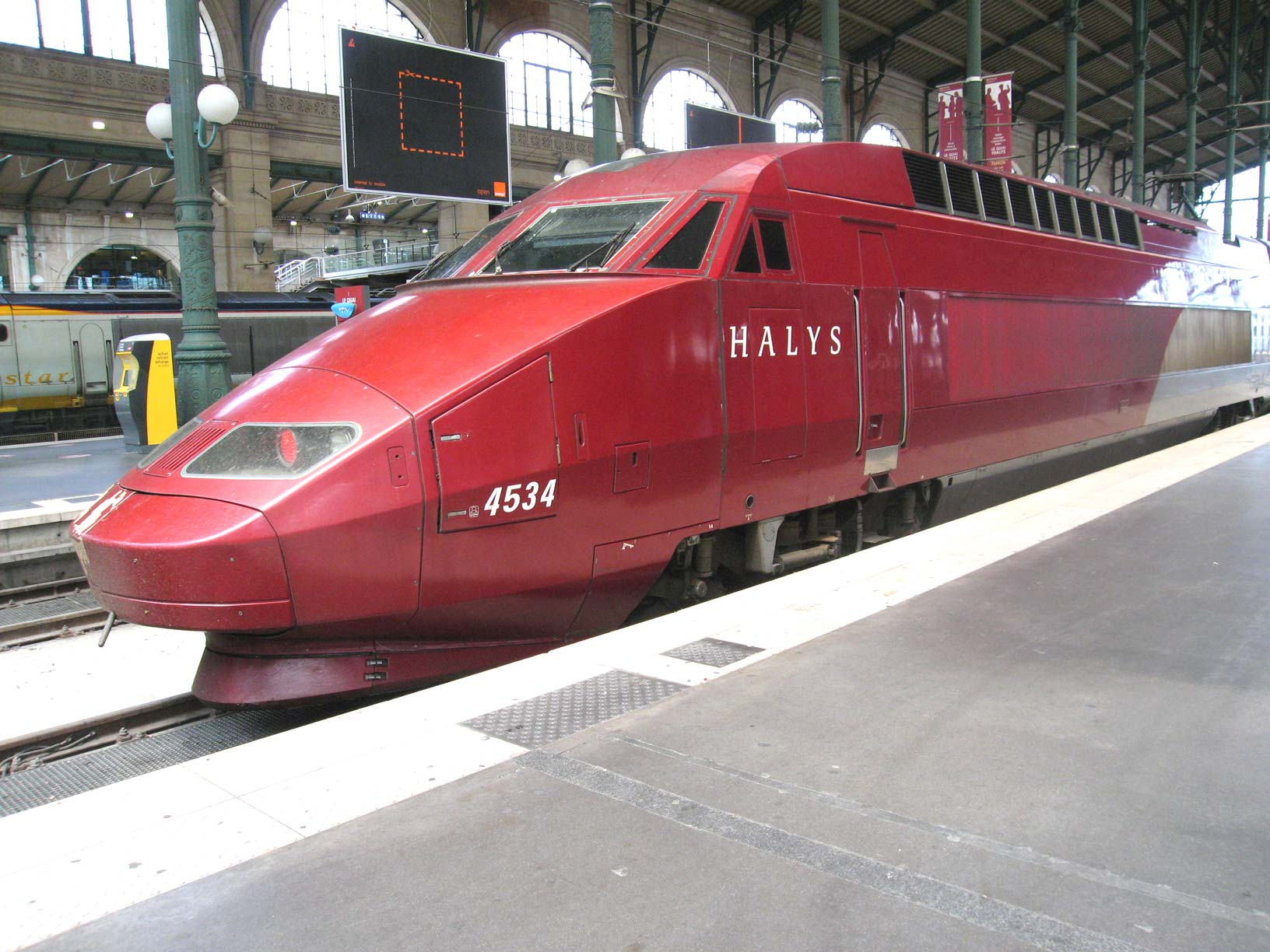
Thalys na Gare du Nord
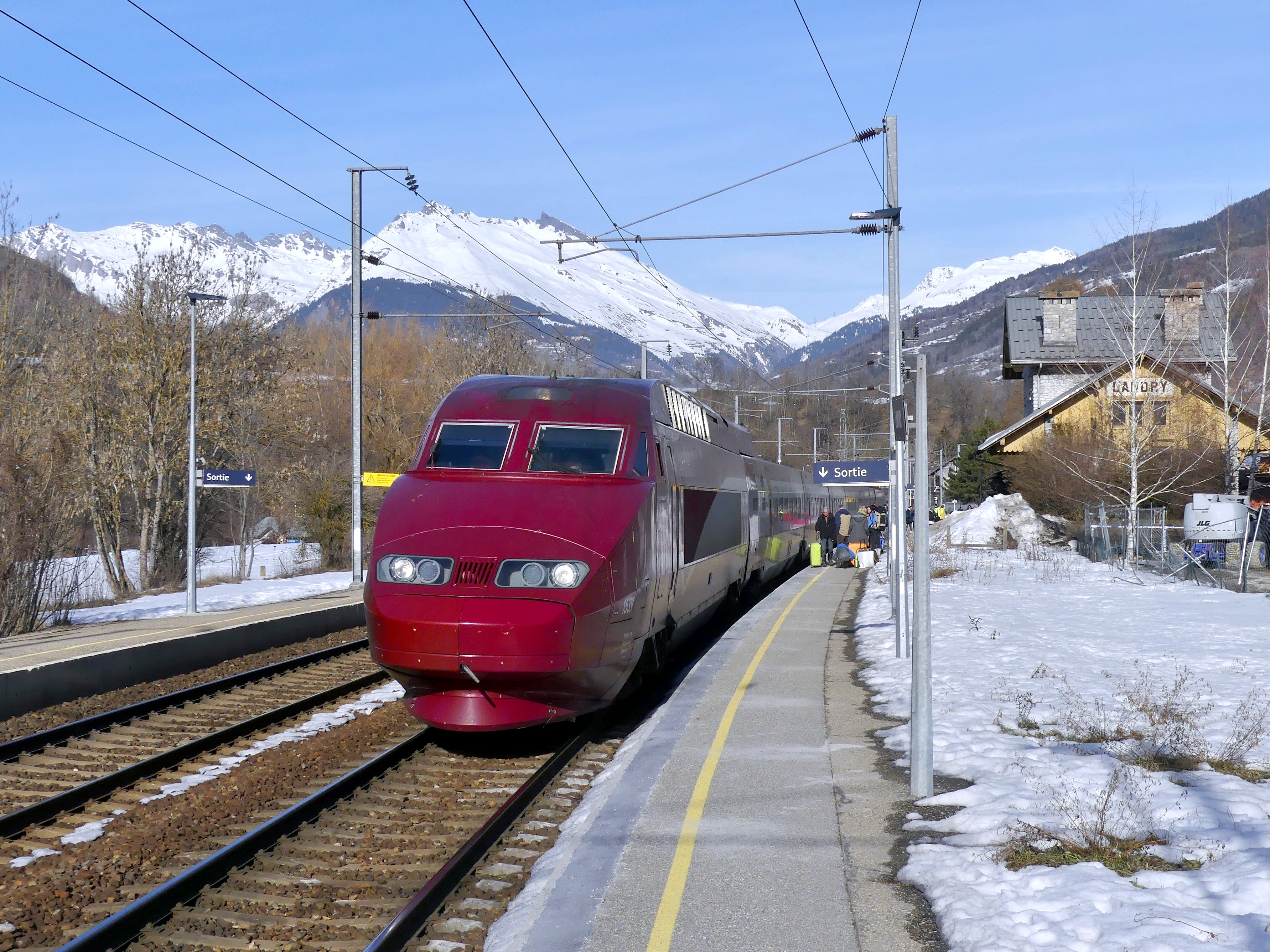
Thalys na stacji Landry en Savoie
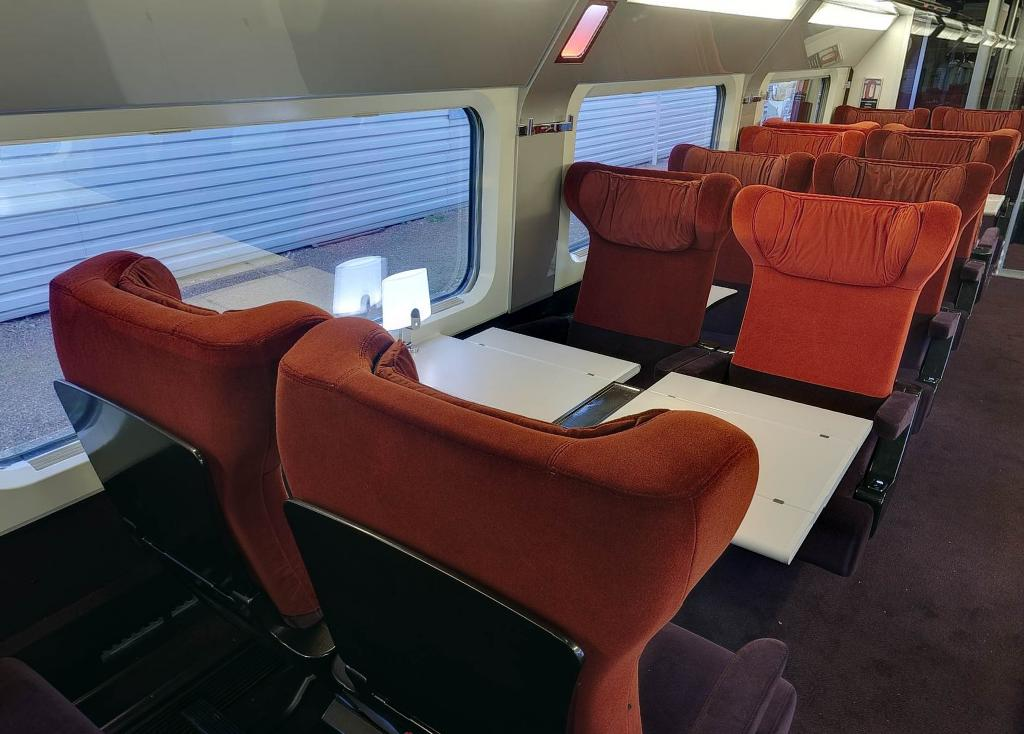
Wagon Comfort 1
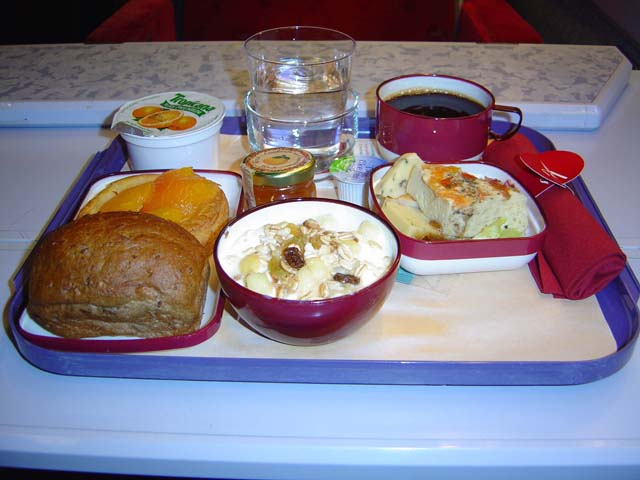
Śniadanie w pociągu Thalys
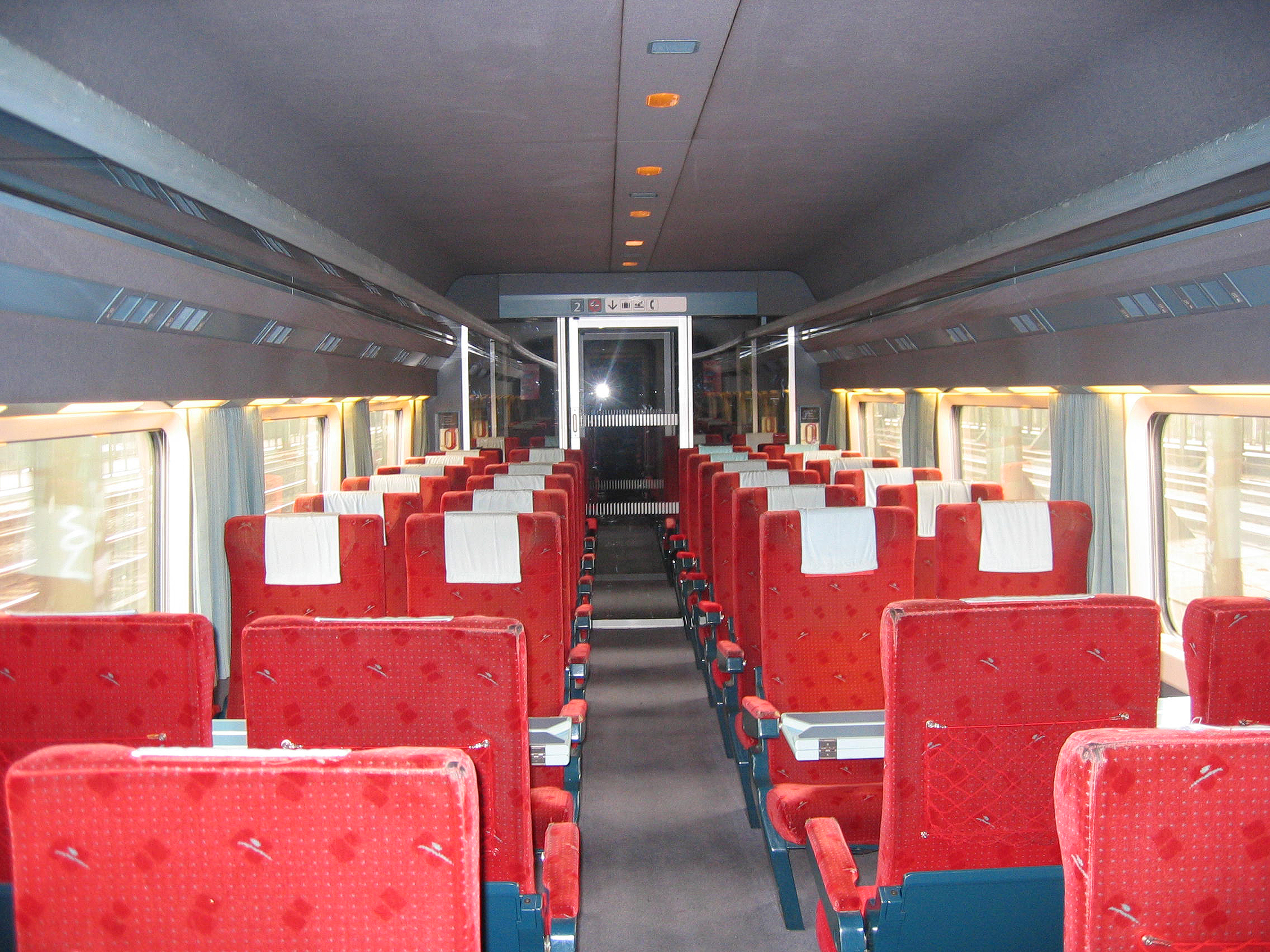
Wagon Comfort 2
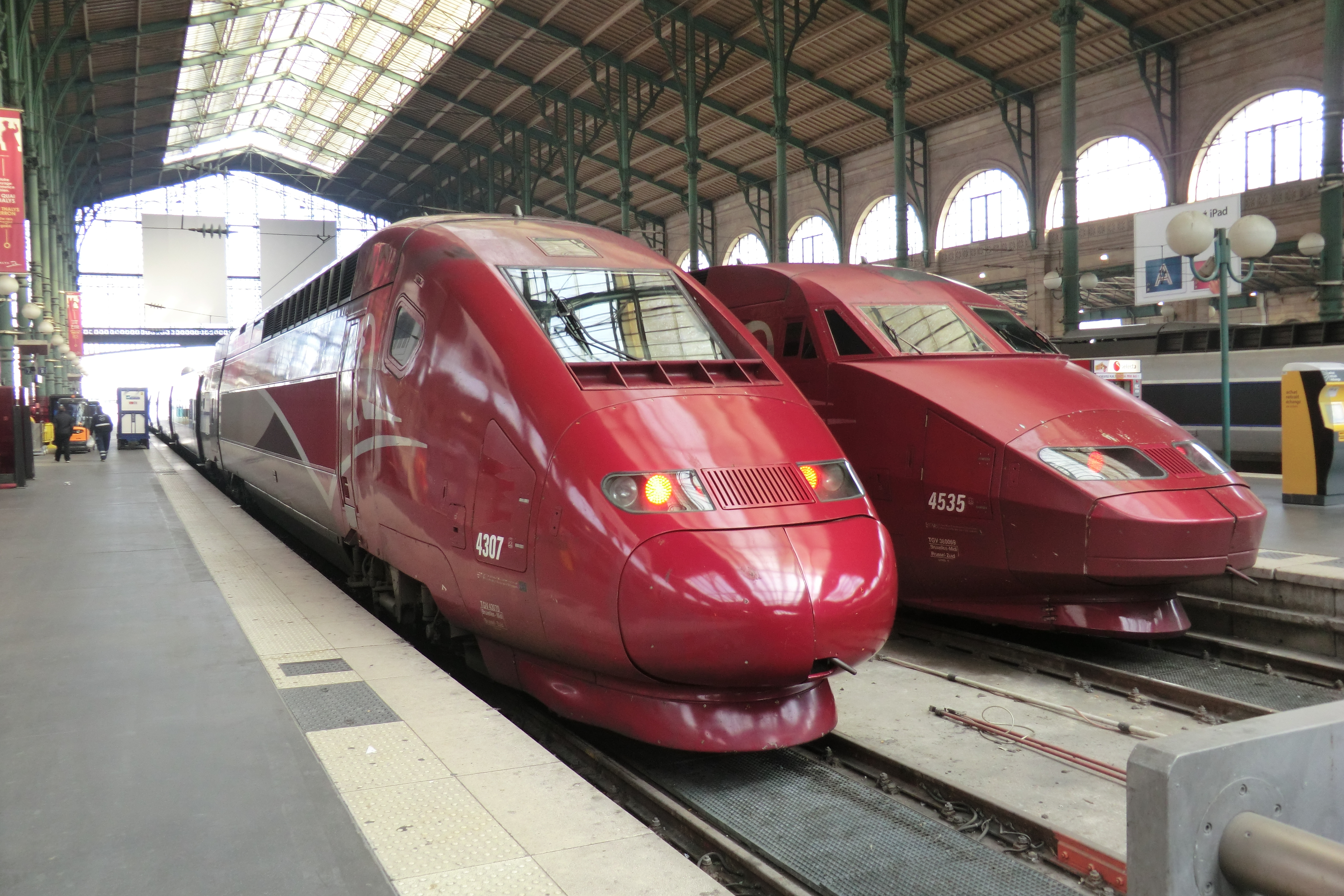
Dwie generacje Thalys